# Blaster Master 2
Blaster Master 2 est un jeu vidéo d'action et de plates-formes sorti en 1993 sur Mega Drive. Le jeu a été développé par Software Creations et édité par Sunsoft. Il fait suite à Blaster Master (1988).